# かとうひろし
かとう ひろし（本名および旧名：加藤 広司、1951年5月10日 - ）は、日本の漫画家、グラフィックデザイナー。千葉県出身。千葉大学卒業。
代表作は、『月刊コロコロコミック』（小学館）で連載されていた『仮面ライダーSD 疾風伝説』『はるかなる甲子園 駆けろ!大空』『サイファー』『チョコボのふしぎものがたり』など。後にWeb漫画や『コミックボンボン』（講談社）などでも執筆している。また、2004年より漫画の専門学校の講師としても活動している。

## 略歴

### COM、マンガ少年時代
1971年、漫画雑誌『COM』に投稿した『女の中の男一匹』でデビュー。この作品は4ページ分を1ページに縮小して掲載するという試みを用いている。『COM』への投稿は続いたものの、雑誌の廃刊でいったん漫画家活動を休止。
その後、『COM』のコンセプトを受け継いだ『マンガ少年』が創刊され、1978年に編集長に直接持ち込んだ『運び屋』が掲載される。その後もコンスタントに持ち込み漫画が掲載されるも、連載にはいたらず、1980年の『レベル3』を最後に自身が結婚したこともあり漫画活動を停止する。この時期は一部公式では触れられておらず、てんとう虫コミックスの巻末の作者プロフィールにも記載されず、後述の『ドラゴンmyフレンド』が事実上のデビュー作とされている。

### タイアップマンガ時代
漫画家活動の停止後、家族の生計を立てることが第一と考え、デザイナーとしての仕事を主としていたが、1991年に『ドラゴンmyフレンド』が藤子不二雄賞佳作入選となり、再デビューを果たす。再デビューのきっかけとなった小学館と直接的契約はないものの実質的な専属として1993年頃まで主にゲームやSD作品などのタイアップ漫画を多く連載する。

### オリジナル作品、初のヒット作
タイアップマンガが多かった『コロコロ』時代だが、1995年には再デビュー後初のオリジナル連載作品となる『サイファー』が連載開始される。続く1996年には『はるかなる甲子園 駆けろ!大空』を連載。当初かとうは「『コロコロ』ならリトルリーグだろう」と思っていたが、思いがけず「高校野球」の話を書くことになる。
『はるかなる甲子園 駆けろ!大空』終了後しばらくは読み切り作品を主に描いていたが、1998年に自身にとって初のヒット作となる『チョコボのふしぎものがたり』を連載開始。当時、スクウェア作品は『ファイナルファンタジー』そのものやキャラクターの4コマ漫画などは存在していたが、「チョコボ」という特定のマスコットキャラクターを長篇児童漫画化するのは初のことで、いくつかのゲーム雑誌などで特集された。なお、本人によればこれはあくまで『コロコロ』のような児童誌では初のことであって、対象年齢がやや上の少年誌では一度チョコボの短編が描かれた前歴があるとのことである。この作品は、かとう作品では最長の連載作品となり単行本も6巻まで刊行され、自身もあまり描くことのなかった別冊での番外編なども存在している。
2001年に『コロコロ』では現時点で最終作となる『疾風天国 風のクロノア』を連載。小学館での連載作はここで1つの区切りをつける。

### WEB漫画家として、そして現在
『疾風天国 風のクロノア』以降も小学館での新作構想を継続するものの、それが連載に結び付かず、活躍の場を外へ求めることとなる。イラスト、デザインもこなす漫画家だったために経済的に破綻することはなかった。この頃に、自身のホームページで過去に描いたオリジナル作品をWEB上ですべて無料観覧可能とする。
当時新たな漫画のジャンルとして確立しつつあったWEBコミックを掲載する銀杏社から「作品を連載してみないか?」という誘いがあり、2003年久々の完全オリジナル新作となる『怪魍奇譚 -見える話-』を執筆。その後は主にWEBコミック漫画家として活動し、2005年から2006年にかけて『ZONE』などを連載。また、『コミックボンボン』への投稿も行っており、『怪奇探偵団ホラーズ』が掲載された。
2006年にはさらに読み切り作品『コドク』、『ミル』を発表している。特に後者はかとう作品としては初のWEB有料配信作品となっており、配信先の委託市場ドットコムの人気作ランキングでは初登場2位を獲得している。今後の有料作品の配信計画などもあるようで、それらの評判次第では、要望の多い『サイファー2』や『駆けろ!大空 / メンバーエピソード』の執筆も視野に入れているとのことである。
2007年には『目目袋』の連載や有料作品の配信を継続しながら『サイファー』の『熱血!!コロコロ伝説』収録が早くから決定するという情報も出たが、これは後に『仮面ライダーSD疾風伝説』の収録に変更されている。
2008年2月からは『週刊現代』でルポ漫画『こちら週刊現代突撃班』がスタートした。
近年ではまんがの新作は途絶えているが、Twitterを中心にファンに向けた過去の主役の再筆や講師としての経験を活かした「初心者向けのマンガの描き方講座」を不定期に呟いている。

## 主な作品

### 連載漫画
- 仮面ライダーSD 疾風伝説（月刊コロコロコミック1992年1月号 - 1993年4月号連載）2004年11月に完全版として復刊（全2巻）
- ワールドヒーローズ・激闘英雄伝（月刊コロコロコミック1993年12月号 - 1995年5月号連載）
- サイファー（月刊コロコロコミック1995年10月号 - 1996年8月号連載）
- はるかなる甲子園 駆けろ!大空（月刊コロコロコミック1996年10月号 - 1998年3月号連載）
- 炎の守護神川口能活物語（月刊コロコロコミック1998年6月号 - 7月号連載、原田太郎原作。当初は5 - 7月号に『決戦前夜中田&川口物語（仮題）』を掲載予定だった[6]が都合により変更[7]）
- チョコボのふしぎものがたり（月刊コロコロコミック1998年8月号 - 2000年12月号連載）
- 仮面ライダーアギト（てれびくん2001年2月号 - 2002年1月号連載）
- 疾風天国 風のクロノア（別冊コロコロコミック2001年4月号 - 2003年4月号連載）
- 怪魍奇譚 -見える話-（2003年 - 2005年、WEB連載）
- ZONE（2005年、WEB連載）
- 目目袋（2006年 - 2007年、携帯電話向け漫画）
- こちら週刊現代突撃班（2008年）

### 読み切り作品
- ウルトラマンコスモス（てれコロコミック 2001年夏休み増刊号）
- DRAGON MY FRIEND
- ナックルボーイ
- 開発惑星C9
- かいだん
- 運び屋
- Dの日
- むらさき荘3号室
- 現夢
- ZQ -ジーク-
- 黒い池（ZONEの前日譚）
- ZONE 発狂キューブ（ZONE第3話アナザーネーム）
- コドク
- ミル（27ページオムニバスストーリー）
- アダムが死んだ日
- 真夜中ノック
- ハイ!こちら0課
- 穴

### 実用書
- マンガでわかる初級シスアド（2005年2月、オーム社、ISBN 978-4274065835）
- 初心者のためのマンガの描き方ガイド マンガのマンガ コマ割りの基礎編（2014年4月、銀杏社、ISBN 978-4-903602-18-9）
- 初心者のためのマンガの描き方ガイド マンガのマンガ 伝わるマンガの描き方編（2020年5月、銀杏社、ISBN 978-4-903602-26-4）